# 山梨大学
山梨大学（やまなしだいがく、英語: University of Yamanashi）は、山梨県甲府市武田四丁目4-37に本部を置く日本の国立大学。1795年創立、1949年大学設置。大学の略称は梨大（なしだい）。
江戸の昌平坂学問所の分校として1795年に設立された徽典館（きてんかん）を源流とする。日本では珍しいワイン専門研究所である「ワイン科学研究センター」を擁する。

## 沿革
（沿革節の主要な出典は公式サイト）

### 前史
- 1795年（寛政7年） - 甲府勤番子弟のため江戸昌平黌分校徽典館設立（後に山梨師範学校）
- 1921年（大正10年） - 山梨県実業補習学校教員養成所設立（後に山梨青年師範学校）
- 1924年（昭和9年） - 山梨高等工業学校設立（後に山梨工業専門学校）

### 旧山梨医科大学
- 1978年（昭和53年） - 山梨医科大学設立、医学部を設置
- 1995年（平成7年） - 医学部に看護学科を増設

### 山梨大学
- 1949年（昭和24年）5月 - 山梨師範学校、山梨青年師範学校、山梨工業専門学校を母体に新制山梨大学として発足、学芸学部及び工学部を設置
- 1966年（昭和41年） - 学芸学部を教育学部に改称
- 1987年（昭和62年） - 愛知教育大学と並び、全国のトップを切って教育学部にゼロ免課程を設置。
- 1998年（平成10年） - 教育学部を教育人間科学部に改組
- 2002年（平成14年） - 山梨大学と山梨医科大学が対等統合し、山梨大学設立
- 2004年（平成16年） - 国立大学法人化
- 2012年（平成24年） -  教育人間科学部と工学部を改組、生命環境学部を設置
- 2015年（平成27年） - 学芸学部卒業生の大村智がノーベル生理学・医学賞を受賞
- 2016年（平成28年） - 教育人間科学部を改組の上、教育学部に復称

## キャンパス

### 甲府キャンパス
- 所在地 山梨県甲府市武田4-4-37

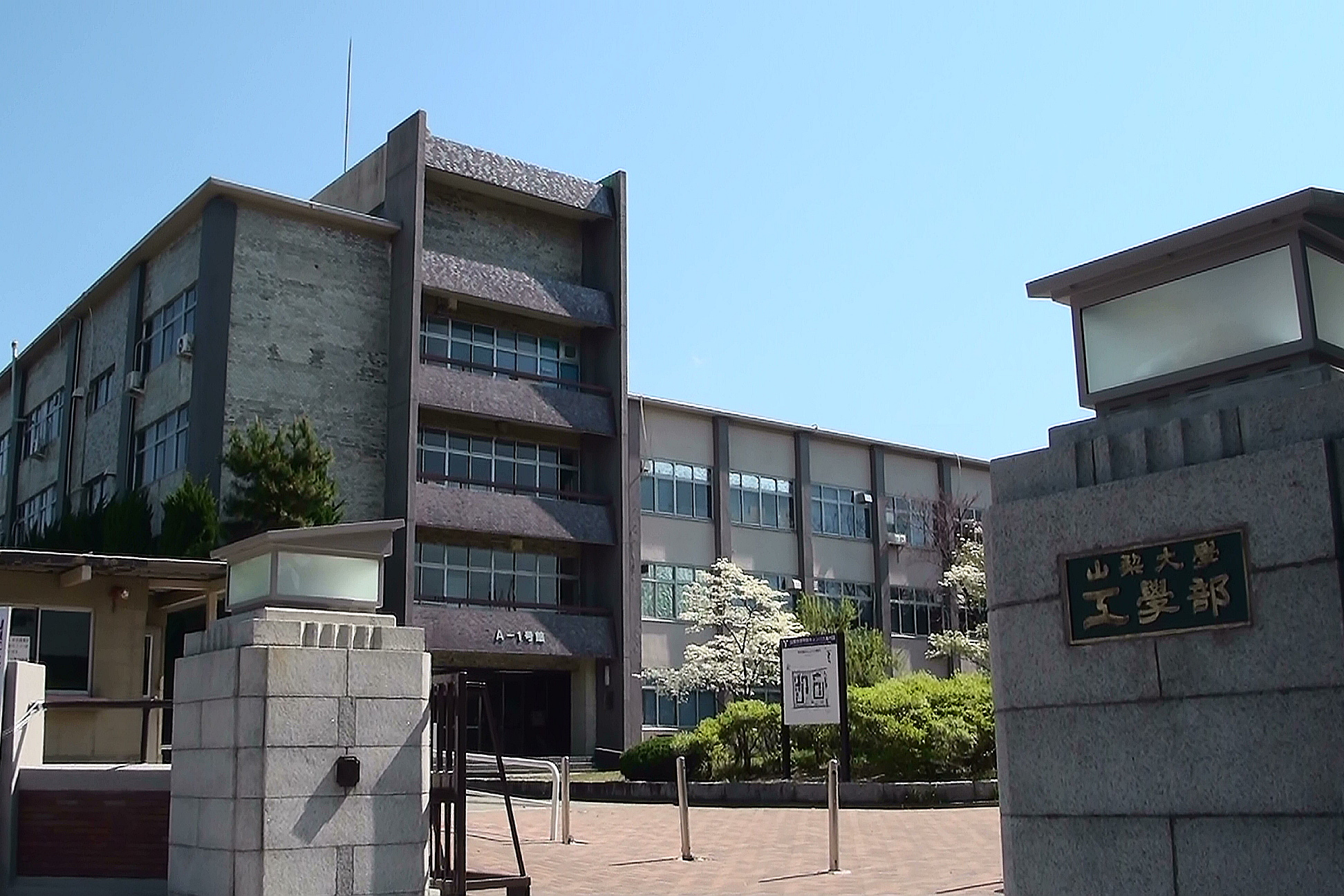
工学部（2010年4月撮影）

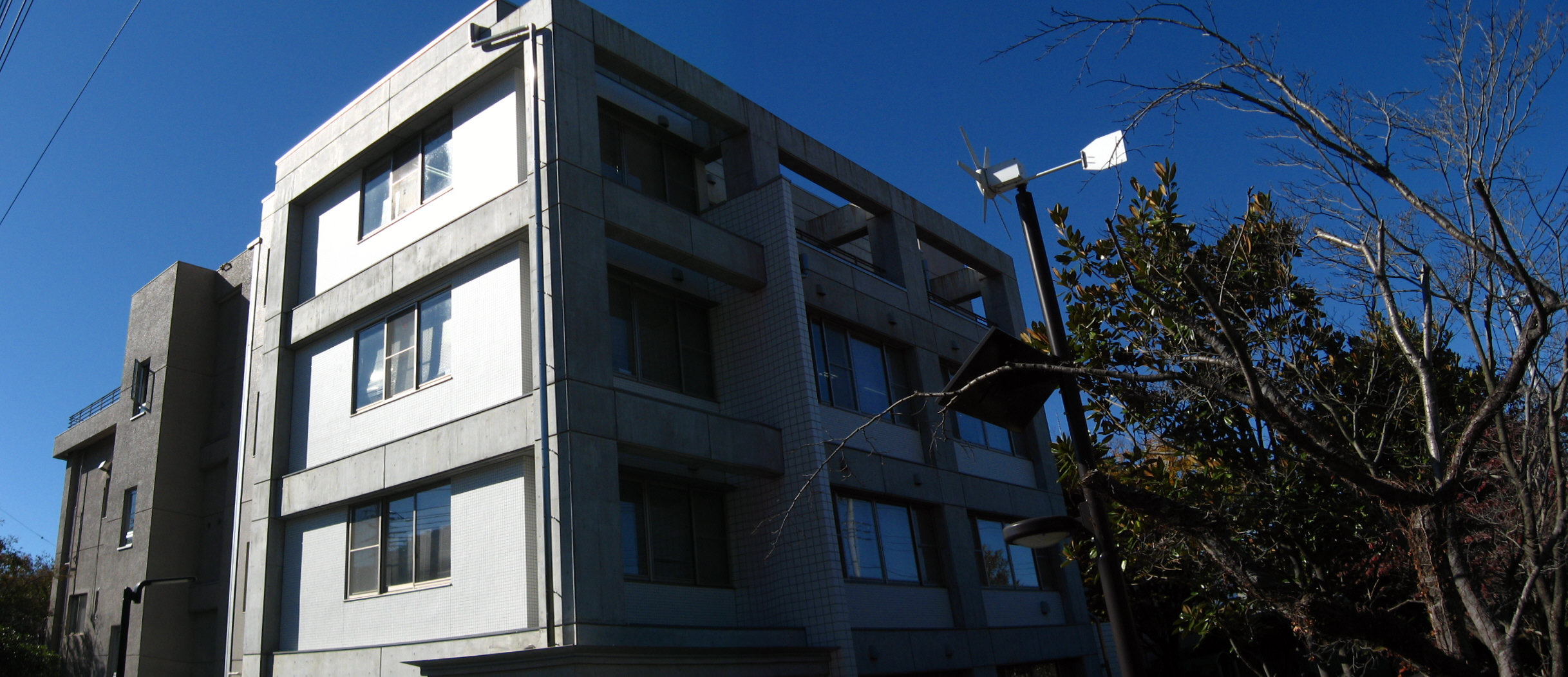
クリーンエネルギー研究センター、クリスタル科学研究センター（2006年11月撮影）

- キャンパス全体で環境マネジメントシステムの国際規格であるISO14001を取得している。
- 甲府東キャンパス（工学部（応用化学科を除く全学科））
コンビニエンスストア（ローソン山梨大学店）が2007年2月28日オープンし、山梨大学で醸造したワインを販売している。
  - 地域共同開発センター
  - 機器分析センター
  - 総合情報処理センター
  - クリーンエネルギー研究センター（主に燃料電池研究）
  - クリスタル科学研究センター
  - ワイン科学研究センター（ワイン醸造やその原料であるブドウの栽培、研究を行っている。）
  - ものづくり教育実践センター（工学部の実験で用いる実験機器の製作を行っている。）
  - アイソトープ実験室
- 甲府西キャンパス（教育学部、生命環境学部、工学部応用化学科）
  - 放送大学
  - 附属図書館（本館）・こども図書館
  - 保健管理センター
  - 水晶館（水晶の原石や加工品が展示してあったが、展示品は別の場所に移されている。）
  - 総合情報処理センター分室（学生用PCがあり、24時間使える。）
  - 学生会館

#### 旧：糧秣庫赤レンガ倉庫

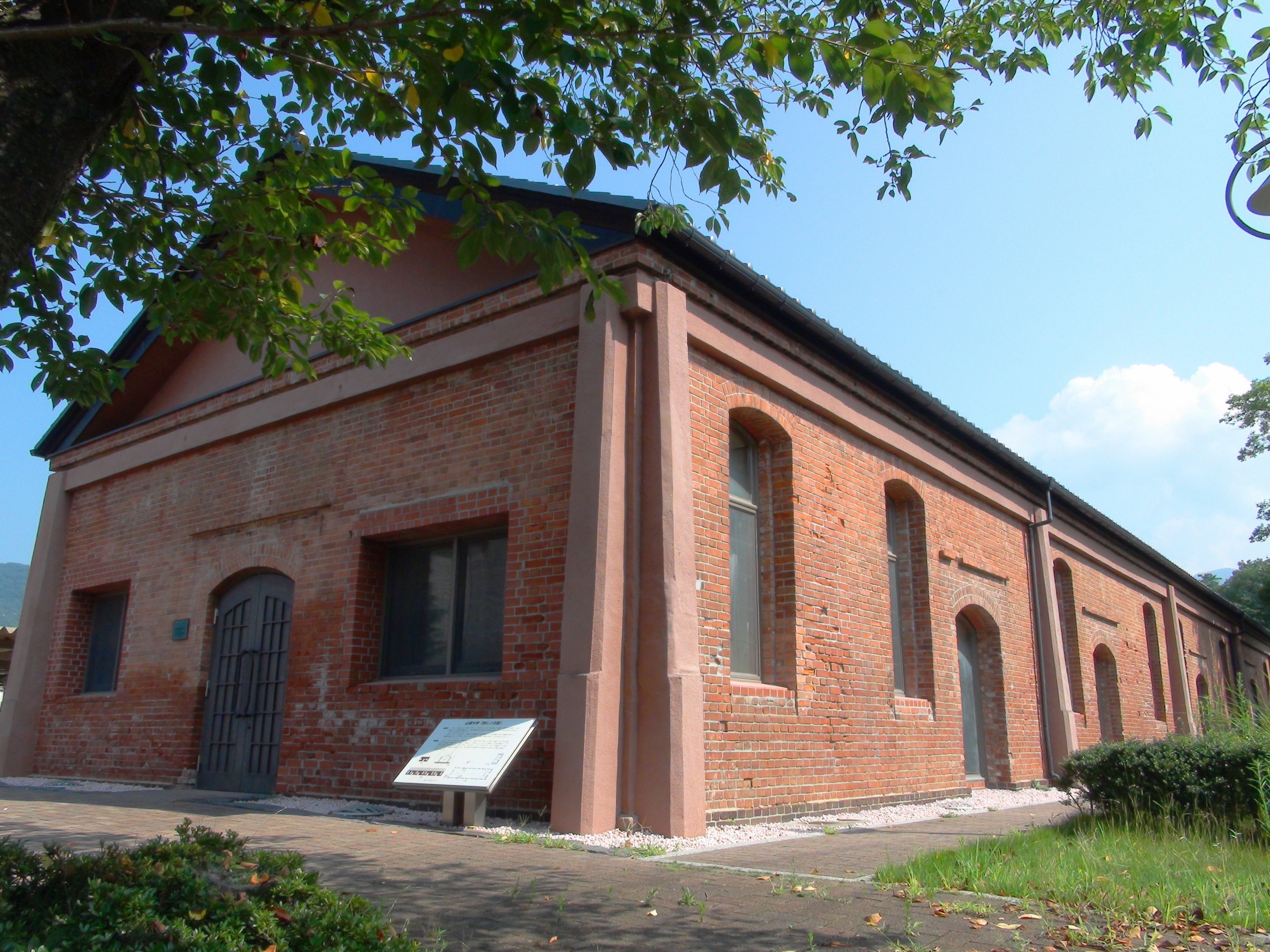
旧：糧秣庫赤レンガ倉庫

- 甲府キャンパスは太平洋戦争前の陸軍甲府連隊（歩兵第49連隊）の跡地を利用したものであり、キャンパスの西側には当時を偲ばせる旧:糧秣庫（りょうまつこ）赤レンガ倉庫（登録有形文化財）が現存している[2]。

### 医学部キャンパス（旧：玉穂キャンパス）
- 所在地 山梨県中央市下河東1110

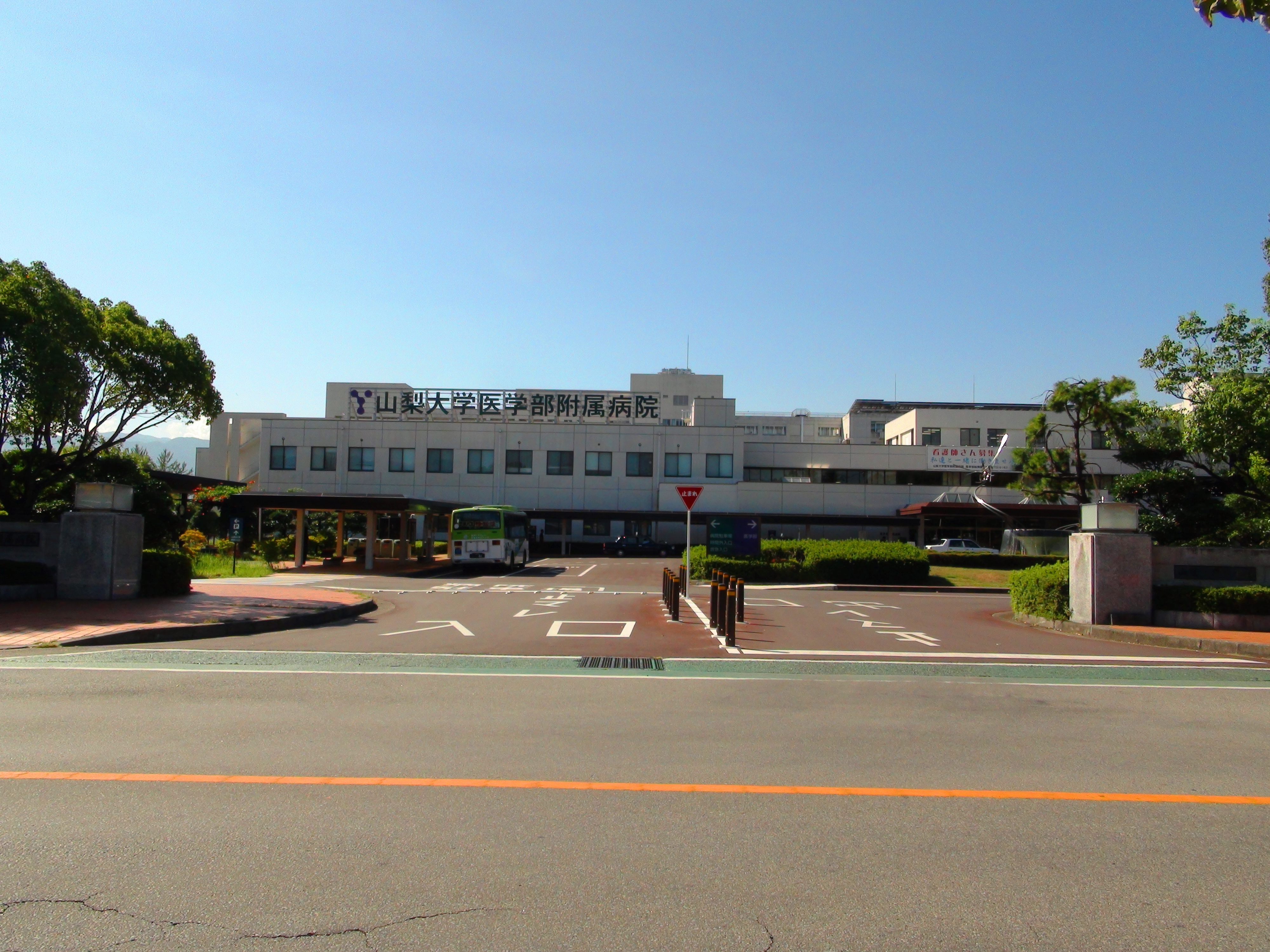
医学部附属病院（2010年9月撮影）

- 附属病院を除いてISO14001を取得している。
- 医学部
  - 医学部附属病院
  - 附属図書館（医学分館）
  - 総合分析実験センター
  - 総合情報処理センター（医学分館）
  - RI実験施設
  - 医学部グラウンド
  - 山梨GLIAセンター

### 寮
- 芙蓉寮
  - 所在地 甲府市岩窪町中道東162-1
  - 120名（全室個室）、男子のみ

## 組織

### 学部・学科
- 教育学部

- 学校教育課程
  - 幼小発達教育コース
  - 障害児教育コース
  - 言語教育コース
    - 国語教育系
    - 英語教育系（2年次に「系」に分かれる）

  - 生活社会教育コース
    - 社会科教育系
    - 家政教育系（2年次に「系」に分かれる）

  - 科学教育コース
    - 数学教育系
    - 理科教育系
    - 技術教育系（2年次に「系」に分かれる）

  - 芸術身体教育コース
    - 音楽教育系
    - 美術教育系
    - 保健体育系（2年次に「系」に分かれる）

- 生涯学習課程（2015年4月教育人間科学部入学生まで適用、2019年3月末に廃止予定）
  - 芸術運営コース
  - スポーツ健康科学コース

- 医学部
  - 医学科[注 1]
  - 看護学科[注 2]

- 工学部
  - 工学科
    - クリーンエネルギー化学コース
    - 応用化学コース
    - 土木環境工学コース
    - コンピュータ理工学コース
    - 機械工学コース
    - メカトロニクスコース
    - 電気電子工学コース
    - 総合工学枠

（2023年度まで）
- 機械工学科
- 電気電子工学科
- コンピュータ理工学科
- 情報メカトロニクス工学科
- 土木環境工学科
- 応用化学科
- 先端材料理工学科

- 生命環境学部
  - 生命工学科
  - 地域食物科学科
    - ワイン科学特別コース

  - 環境科学科
  - 地域社会システム学科
    - 観光政策科学特別コース

### 研究科・専攻
- 教育学研究科
  - 修士課程
    - 教育支援科学専攻
    - 教科教育専攻
      - 言語文化コース
      - 社会文化コース
      - 科学文化コース
      - 芸術文化コース
      - 身体文化コース

  - 教職大学院の課程
    - 教育実践創成専攻

- 医工農学総合教育部（2016年に設置）
  - 修士課程
    - 生命医科学専攻[注 3]
    - 看護学専攻[注 4]
    - 工学専攻
      - 機械工学コース
      - 電気電子工学コース
      - コンピュータ理工学コース
      - メカトロニクス工学コース
      - 土木環境工学コース[注 5]
      - 応用化学コース
      - 先端材料理工学コース
      - グリーンエネルギー変換工学特別教育プログラム[注 6]

    - 生命環境学専攻
      - バイオサイエンスコース
      - 食物・ワイン科学コース
      - 地域環境マネジメントコース

  - 博士課程（3年制）
    - 医学工学融合領域
      - ヒューマンヘルスケア学専攻
      - 人間環境医工学専攻
        - 生体環境学コース[注 7]
        - 生命情報システム学コース[注 8]

    - 工学領域
      - 機能材料システム工学専攻[注 9]
      - 情報機能システム工学専攻[注 10]
      - 環境社会創生工学専攻[注 11]
      - グリーンエネルギー変換工学特別教育プログラム

  - 博士課程（4年制）
    - 医学領域[注 12]
      - 先進医療科学専攻
      - 生体制御学専攻

- 医学工学総合教育部（2016年度に募集停止）
  - 修士課程
    - 医科学専攻
    - 看護学専攻
    - 機械システム工学専攻[注 13]
    - 電気電子システム工学専攻[注 14]
    - コンピュータ・メディア工学専攻[注 15]
      - 日中ブリッジSE養成特別教育プログラム（コンピュータ・メディア工学専攻の開講科目に、プログラム固有の科目を追加する形で開設）

    - 土木環境工学専攻[注 16]
    - 応用化学専攻[注 17]
    - 生命工学専攻[注 18]
      - 「ワイン人材生涯養成拠点」としてワイン科学コースを設けている

    - 人間システム工学専攻[注 19]
    - 持続社会形成専攻[注 20]
    - 組込み型統合システム開発教育プログラム
    - 国際流域環境科学特別教育プログラム
    - グリーンエネルギー変換工学特別教育プログラム[注 21]（修士課程から博士課程までの5年一貫教育）
    - ワイン科学特別教育プログラム（学部入学から修士課程修了までの6年一貫教育。2012年に募集停止）
    - グリーンエネルギー特別教育プログラム（学部入学から修士課程修了までの6年一貫教育。2012年に募集停止）

  - 博士課程
    - 先進医療科学専攻[注 22]（4年制）
    - 生体制御学専攻[注 23]（4年制）
    - ヒューマンヘルスケア学専攻（3年制）
    - 人間環境医工学専攻（3年制）
      - 生体環境学コース[注 24]
      - 生命情報システム学コース[注 25]

    - 機能材料システム工学専攻[注 26]（3年制）
    - 情報機能システム工学専攻[注 27]（3年制）
    - 環境社会創生工学専攻[注 28]（3年制）
    - グリーンエネルギー変換工学特別教育プログラム（修士課程から博士課程までの5年一貫教育）

- 総合研究部[注 29]
  - 教育人間科学域
  - 医学域
  - 工学域
  - 生命環境学域

### 専攻科
- 特別支援教育特別専攻科（1年）

### 附属機関・施設
（附属機関・施設の主要な出典）
- 附属図書館[注 30]
- 大村智記念学術館（徽典館をモチーフに設計。ノーベル生理学・医学賞受賞に至る業績のほか、山梨大学の活動や研究対象である水晶などを展示）[4]
- クリーンエネルギー研究センター
- 機器分析センター
- 総合分析実験センター
- キャリアセンター
- 燃料電池ナノ材料研究センター
- 大学教育センター
- 教養教育センター
- 国際交流センター
- 発生工学研究センター
- COC推進センター
- 保健管理センター
- 男女共同参画推進室
- 障害学生修学支援室

- 教育学部附属施設
  - 附属教育実践総合センター
  - 附属学校園（詳細は「附属学校」の項目を参照）

- 医学部附属施設
  - 附属病院

- 工学部附属施設
  - 附属ものづくり教育実践センター

- 生命環境学部附属施設
  - 附属農場

- 総合研究部附属施設
  - 附属ワイン科学研究センター
  - 附属クリスタル科学研究センター
  - 附属国際流域環境研究センター
  - 附属出生コホート研究センター

## 教育および研究

### 研究

#### 2003年
機械、土木、建築、その他工学
- アジアモンスーン域流域総合水管理研究教育

#### 2008年
機械、土木、建築、その他工学
- アジア域での流域総合水管理研究教育の展開

### 教育
- ゼミナールの指導教員以外に、勉強や学生生活に関する指導・援助を行う教員（マイスター）を学生が選んで決める「マイスター制度」というものがある。

博士課程教育リーディングプログラム（文部科学省）

#### 2011年
グリーンエネルギー変換工学

## エリア放送
2015年（平成29年）2月に地上一般放送局の免許を取得して開局し、デンパ☆梨甲局という名称でワンセグ放送をしていたが、2025年（令和7年）2月に廃止した。
甲府キャンパス構内に地上一般放送局1局を設置していた。
| 免許人                | 局名               | 呼出符号     | 物理チャンネル | 周波数        | 空中線電力 | ERP  | 業務区域     |
| --------------------- | ------------------ | ------------ | -------------- | ------------- | ---------- | ---- | ------------ |
| 国立大学法人 山梨大学 | 山梨大学エリア放送 | JOXZ3BW-AREA | 33ch           | 593.142857MHz | 10mW       | 10mW | 山梨大学構内 |

## 対外関係

### 他大学との協定

#### 国内大学との協定
- 大学コンソーシアムやまなし
- つばさを広げる会（山梨県立大学、都留文科大学、山梨学院大学、山梨英和大学および山梨経済同友会との産学連携協定）[9]
- 大学eラーニング協議会
- 放送大学学園と単位互換協定を結んでおり、放送大学で取得した単位を卒業に要する単位として認定することができるなど多様な学習の機会が提供されている[10]。なお甲府西キャンパス内の放送大学山梨学習センターは、関東地方以外の学習センターでは長野学習センターと並んで古い歴史を持つ。

#### 国際・学術交流等協定校
- アメリカ合衆国
  - イースタンケンタッキー大学（ケンタッキー州）
  - アイオワ大学（アイオワ州）
- カナダ
  - ブリティッシュコロンビア大学（ブリティッシュコロンビア州）
- 中国
  - 中国科学院化学研究所（北京市）
  - 中国水利水電科学研究院（北京市）
  - 天津師範大学（天津市）
  - 四川大学（四川省）
  - 中国医科大学（遼寧省）
  - 内蒙古医学院（内モンゴル自治区）
  - 杭州電子科技大学（浙江省）
- インドネシア大学医学部（ インドネシア）
- アジア工科大学院（ タイ）
- イギリス
  - ダーラム大学
  - オックスフォード・ブルックス大学
- シドニー工科大学（ オーストラリアニューサウスウェールズ州）
- ドレスデン工科大学（ ドイツ）

#### 部局間学術交流等協定校
- 教育人間科学部
  - ルートヴィヒスブルク教育大学（ ドイツ）
  -  フランス
    - リヨン第三大学
    - リヨン第三大学 外国語学部
- 医学部
  - ポマラジョナニナパラートパジラ看護大学（ タイ）
  - ストックホルム医科大学カロリンスカ研究所（ スウェーデン）
  - フォンデション大学医学部（ パキスタン）
  - 日印再生医療センター（ インド）
- 工学部
  -  韓国
    - 漢陽大学校セラミック工程研究センター
    - 全北大学校工学部（全羅北道・全州市）
    - 全北大学校 新・再生エネルギー融合科学技術養成事業団（全羅北道・全州市）

  -  中国
    - 中国科学院長春応用化学研究所（北京市）
    - 武漢工業大学 光ファイバーセンター研究センター（湖北省）
    - 西南交通大学 交通運輸学院（四川省）

  - 北部マレーシア大学（ マレーシア）
  - ブラヴィジャヤ大学（英語版）工学部（ インドネシア）

このほか、ワイン科学研究センターとして、20か国以上の組織で構成するワイン教育研究機関に加盟し、フランスのボルドー大学などと交流している。

### 産学官連携
研究推進・社会連携機構が産学官連携を担当している。企業や地域社会との仲介役となる地域連携コーディネータを2016年に設け、山梨中央銀行から人材派遣を受けている。
複数の地域金融機関やメーカーなどと包括的連携協定や研究連携協定協定を結んでいるほか、NTTドコモには災害復旧のため大学敷地を利用してもらう協定を結んでいる。

## 学生生活

### サークル活動
- 体育会系
  - アイスホッケー部、弓道部、山岳部、サッカー部、スキー部、硬式テニス部、ソフトテニス部、剣道部、バレーボール部、学生フォーミュラ部、ユースホステル部、バドミントン部、ソフトボール部、ハンドボール部、空手道部、ダンス部、卓球部、硬式野球部、準硬式野球部、バスケットボール部、水泳部、陸上競技部、アメリカンフットボール部、柔道部、少林寺拳法部、躰道部、少林サッカー部、侍サークル、撞球部、セパタクロー同好会
- 文化会系
  - 環境サークル、演劇部、酒類研究会、映画・漫画研究会、現代音楽文化研究会、ピアノサークル、山梨大学管弦楽団、山梨大学吹奏楽団、山梨大学医学部交響楽団、山梨大学合唱団、フリーミュージック(軽音楽サークル)、アカペラ部、山梨大学ギタークラブ、IFMSA-Yamanashi（国際医学生連盟山梨支部）、電子計算機研究会、飲んだくれサークル、ワイン同好会、武田信玄をこよなく愛する会、山梨大学鉄道研究会、マンドリンクラブ、テーブルトーク研究会、くだもの部、アマチュア無線部

### 大学祭

#### 甲府キャンパス
- 毎年11月上旬に梨甲祭として行われる。各学部の高校生向けオープンキャンパスも行われる。
- 旧・山梨大学（現・甲府キャンパス）では「梨大祭」として開催されていた。
- 1994年までは6月第一週目の週末に行われていた。梅雨時期であったため、月曜日に予定されていた駅伝競走の大会は、雨天のため中止されることが多かった。
- 1995年まではダンスパーティが行われていた。
- 2020年は新型コロナウイルス感染症拡大の影響を鑑み、中止となった。

##### 主な催し
- 仮装パレード - アニメのキャラクターなどに仮装して甲府市中心部をパレードする。主に教育学部の学生が参加。かつては工学部の学生も学科ごとに多数参加していた。
- ○×クイズ - 実行委員による企画で、学生による司会で○×クイズが行われる。マゾブラザーズというオリジナルの仮装をした学生が、体を張った問題を例年出題している。景品は東京ディズニーランドやUSJなどのペアチケット。
- 豪華賞品争奪戦 - 実行委員による企画で、学生による司会でゲームが行われる。ゲーム内容は年によって変わる。例年、会場の参加者から4人程度が抽選で壇上で行われるゲームに参加することができ、勝者には豪華賞品が贈呈される。目玉はPS4やNintendo Switchなどのゲーム機。
- 看板娘・看板息子決定戦 - 各模擬店から代表者が出場し、最も素敵な看板娘・看板息子を決める。簡易的なミスコン・ミスターコン。
- 模擬店、展示
- フリーマーケット
- 公開講座
  - 過去に来校した著名人[注 31]
    - 1992年 矢追純一
    - 1993年 土屋圭市
    - 1994年 松尾貴史
    - 1995年 渡嘉敷勝男
    - 1997年 大槻義彦
- ステージイベント（芸能人イベントや学生ライブなど）
  - 過去に来校した著名人[注 31]
    - 1992年 電撃ネットワーク
    - 1993年 羽野晶紀
    - 1994年 バカルディ（後のさまぁ〜ず）、極楽とんぼ
    - 1995年 鈴木蘭々
    - 1996年 加藤紀子、デンジャラス
    - 1997年 篠原涼子、松本ハウス
    - 1998年 deeps、フォークダンスDE成子坂
    - 1999年 いつもここから、FLIP-FLAP
    - 2000年 松田純、さかもとせいちゃん
    - 2001年 キタキマユ、千原兄弟
    - 2002年 神山さやか、ダイノジ、ニブンノゴ!
    - 2003年 TOSHI、ハリガネロック、カラテカ
    - 2004年 HIGHWAY61、ペナルティ、COWCOW、タカアンドトシ
    - 2005年 FLOW、X-GUN、ザ・たっち、ダブルブッキング
    - 2006年 SNAIL RAMP、号泣、小僧
    - 2007年 B-DASH、博多華丸・大吉、ガリットチュウ、大西ライオン
    - 2008年 遊吟、まちゃまちゃ、アップダウン、デッカチャン
    - 2009年 GO!GO!7188、平成ノブシコブシ、キングコング
    - 2010年 SHAKALABBITS、カナリア、ぴっかり高木といしいそうたろう
    - 2011年 Hi-Fi CAMP、パンクブーブー、ザ・パンチ
    - 2014年 KANA-BOON
    - 2015年 SILENT SIREN
    - 2016年 TOTALFAT
    - 2017年 MY hair is bad
    - 2018年 yonige
    - 2019年 reGretGirl
    - 2021年 BESPER、KEYTALK
    - 2022年 the quiet room
    - 2023年 Maki
    - 2024年 TAIGA、ぺこぱ

#### 医学部キャンパス
- 毎年10月下旬に医学祭として行われる。2020年～2022年は新型コロナウイルス感染症拡大の影響を鑑み、中止となった。

##### 主な催し
- 模擬店、展示
- 講演会
- ステージイベント（芸能人イベントや学生ライブなど）
  - 過去に来校した著名人[注 31]
    - 1994年 金谷ヒデユキ
    - 1995年 ヨネスケ
    - 1996年 ポカスカジャン
    - 1997年 パイレーツ
    - 1998年 オセロ
    - 1999年 松田純
    - 2000年 エスパー伊東
    - 2001年 鉄拳
    - 2002年 浅草キッド
    - 2003年 江頭2:50
    - 2004年 電撃ネットワーク
    - 2005年 スピードワゴン
    - 2006年 バナナマン
    - 2007年 タイムマシーン3号
    - 2008年 弾丸ジャッキー
    - 2009年 クワバタオハラ
    - 2010年 電撃ネットワーク
    - 2013年 シェーン、ハライチ
    - 2014年 東京03、ラバーガール
    - 2015年 エネルギー、どぶろっく
    - 2016年 じゅんご、流れ星☆
    - 2017年 サンシャイン池崎、新作のハーモニカ、丸山礼
    - 2018年 みんなのたかみち、我が家
    - 2019年 世間知らズ、ダンビラムーチョ、ミキ
    - 2023年 真空ジェシカ、ゆってぃ
    - 2024年 カミナリ、TOKYO COOL

## 附属学校
- 山梨大学教育学部附属幼稚園
- 山梨大学教育学部附属小学校
- 山梨大学教育学部附属中学校
- 山梨大学教育学部附属特別支援学校